# Pastoreio Racional Voisin

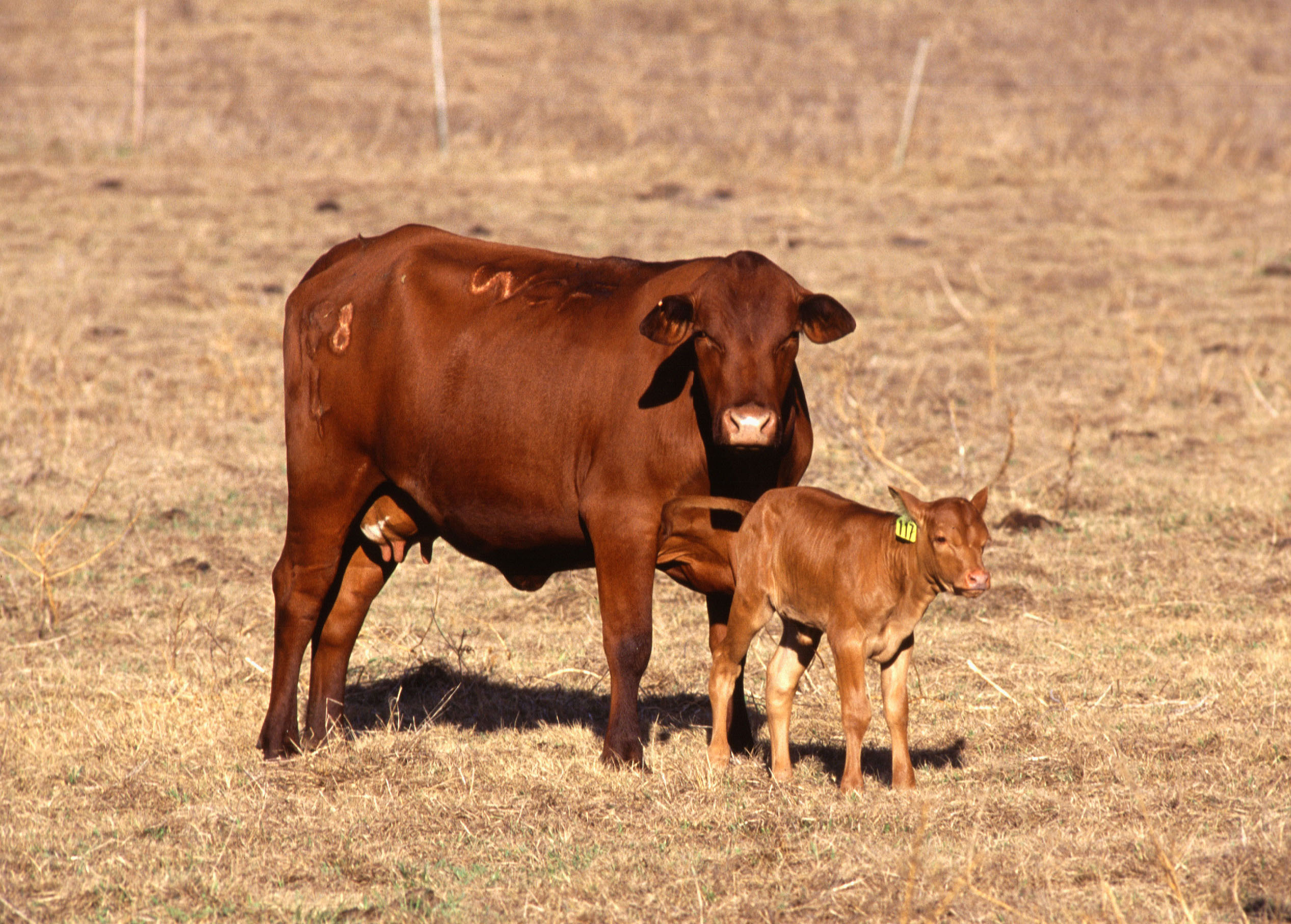
O gado bovino é um dos animais produzidos no PRV

Pastoreio Racional Voisin (PRV) é um sistema de manejo do pastejo que incorpora elementos da zootecnia, agronomia, engenharia, biologia e outras ciências para mediar a relação ecológica que existe entre as pastagens e os herbívoros. É uma prática que visa melhorar a produtividade do pasto e dos animais garantindo a preservação ambiental e o bem-estar econômico dos produtores.

## História e origem do termo
O  sistema é baseado nos trabalhos do bioquímico francês André Marcel Voisin (7 de janeiro de 1903 – 21 de dezembro de 1964). O termo "Pastoreio Racional Voisin" e as práticas conhecidas hoje com esse nome surgiram no Brasil nos anos 70 e dito nome foi dado pelo professor Luiz Carlos Pinheiro Machado. O termo é um reconhecimento do professor Pinheiro Machado ao fundador das bases desse sistema de pastoreio. As primeiras pessoas a difundir o PRV no Brasil foram Nilo Romero e o professor Pinheiro Machado. Esse último fundou o Instituto Voisin em Porto Alegre em 1970.  Os principais aportes do Instituto Voisin ao sistema pastoreio foram:
- A introdução de um projeto de pastoreio para as unidades de produção que parte de um diagnóstico zootécnico e administrativo. Com esse insumo se planifica a propriedade rural de maneira integral. Além dos aspectos de manejo diário do pastoreio se projetam as unidades em relação aos custos, administração, programação zootécnica e procedimentos padrão a ser seguidos em cada processo.
- A inclusão de um desenho de áreas de pastagem organizadas por módulos, o qual permite que as áreas de pastoreio sejam divididas de acordo com características de cada local.
- O desenho de vias de circulação perimetrais e internas (corredores) na área dos piquetes para facilitar o fluxo de animais, a circulação de maquinaria agrícola, evitar erosão e prevenir doenças nos animais (como mastite ou manqueira originadas por contato frequente dos animais com áreas úmidas ou acumulo de lama, bem como doenças transmitidas pelo vento ou contato com animais vizinhos, já que os corredores perimetrais formam parte de uma barreira sanitária).
- A inclusão de um sistema de fornecimento de água eficiente para garantir que os animais tenham oferta contínua de água de boa qualidade.
- A introdução de sombreamento natural nas pastagens com múltiplas funções (produtivas, diversidade, conforto térmico, barreiras sanitárias).
- A utilização de animais para realizar funções de controle de excesso de resíduo das gramíneas, ou para aproveitar pastos de menor qualidade nas áreas de pastoreio. Isso diminui o impacto do uso de tratores ou maquinaria que dependem de insumos externos e poderiam afetar o solo e diminuir a reciclagem de nutrientes na pastagem.
- A introdução de uma visão integral dos sistemas de pastoreio, considerando a ecologia das pastagens  como base.

## Difusores da prática no Brasil
Vários empreendimentos do Instituto Voisin serviram como escola para diferentes profissionais que difundiram o PRV mediante projetos de diversa índole. Profissionais formados pelo Instituto Voisin, como Humberto Sório e Jurandir Melado difundiram versões de dita prática em empreendimentos particulares. A Universidade Federal de Santa Catarina (UFSC, Centro de Ciências Agrárias) tem formado núcleos de estudo, pesquisa e extensão na área de PRV (https://nucleoprv.paginas.ufsc.br/). Os professores Luiz Carlos Pinheiro Machado Filho (http://lattes.cnpq.br/6423545208764365), Mario Vincenzi (http://lattes.cnpq.br/5082545374215487) e Abdon Luiz Schmitt Filho (http://lattes.cnpq.br/2176861071758278) têm desenvolvido múltiplos projetos de educação extensão e pesquisas visando o aprimoramento das praticas e maneiras de implantação dos projetos de PRV. Dentro da Universidade Federal de Santa Catarina o Laboratório de Etologia Aplicada e Bem-estar Animal (LETA, https://letaufsc.wixsite.com/letaufsc) tem vinculado os trabalhos de PRV com o bem-estar animal e a sustentabilidade ambiental, focando os seus trabalhos de extensão e pesquisa na agricultura familiar e no desenvolvimento agrário.

## Características do sistema

### Manejo de pastagens
Todo sistema de manejo de pastoreio é uma especialização dos sistemas de manejo de pastagens que visa definir os períodos de pastejo e de repouso de uma área de produção de pastos e forragens. O pastejo é considerado o ato de consumo de pasto por parte dos herbívoros e pastoreio é a condução de dita atividade pelo ser humano.  Nessa perspectiva, o PRV é um sistema de manejo do pastoreio de alta densidade animal com baixa frequência de ocupação das parcelas. As pessoas que preconizam o sistema Voisin focam parte do manejo no aproveitamento apropriado do potencial fotossintético das pastagens. Uma premissa básica do sistema PRV é a divisão das pastagens em múltiplas parcelas ou piquetes. A divisão da área de pastagem é uma ferramenta que permite a ocupação planejada e o monitoramento do estado da pastagem e do solo nas parcelas. Isso facilita a administração, o manejo e planejamento dos tempos de repouso ou recuperação das parcelas recém pastejadas, bem como controlar o consumo de forragem dos animais nas parcelas ocupadas. A troca de pastos segue uma análise fisiológica das pastagens de cada parcela ou piquete. Como premissa geral, as parcelas a serem ocupadas devem ter pastos com adequado perfil nutricional e volume de material suficiente para permitir o consumo dos lotes de animais. A avaliação do ponto ótimo de repouso da pastagem é geralmente feita por critérios subjetivos visuais, como a ausência de flores ou sementes na pastagem, nível de senescência de folhas basais e características fenológicas particulares de cada espécie de gramínea em cada região. Para esse processo existem métodos auxiliares como a medição de graus brix da pastagem ou o uso de ferramentas que automatizam dito procedimento.

### Água
A ingestão de água é fundamental para a manutenção das funções vitais dos animais, para obter produção adequada e para conservar a sua saúde. No sistema PRV se garante a disponibilidade de água em quantidade e qualidade apropriada para as necessidades dos animais. Para isso se utilizam bebedouros localizados em áreas estratégicas nas pastagens. O formato do bebedouro recomendado é redondo, devido a que isso potencializa o uso por parte de maior número de animais e diminui a competição por dito recurso. O adequado subministro de água garante adequada produção, a saúde e o adequado bem-estar dos animais.

### Comportamento, Produtividade e Fertilidade
Os animais manejados em sistemas de pastoreio intensivo como o PRV têm contato frequente com seres humanos, por isso são mais dóceis que animais manejados em sistemas extensivos. A ação das fezes e da urina que os animais depositam no piquete ao longo do dia também colabora para a manutenção da fertilidade das pastagens e também favorecem o surgimento de uma microfauna nos piquetes, como besouros, minhocas e centopeias. Essa premissa contradiz diversas pesquisas a respeito da dinâmica de nutrientes em áreas de pastagem. Os animais não contribuem para melhoria do teor de nutrientes no solo, pelo contrário há exportação de pequena quantidade de nutrientes, como também a grandes perdas de nutrientes, principalmente os mais móveis como o nitrogênio. Os animais consomem brotações mais novas, ricas em nitrogênio, e ao urinarem depositam esse nutriente em pequenas áreas. Nessa a concentração de nitrogênio equivale de 400 a 1200 kg/ha de nitrogênio, quantidade muito superior a capacidade de extração das plantas. Com isso, o nitrogênio é perdido por volatilização nos períodos mais secos e por lixiviação e escoamento superficial nos períodos chuvosos (Boddey et al., 2000). Esta é a razão da acentuada falta de nitrogênio nas pastagens. Além desse nutriente, em menor proporção o potássio também pode ser perdido dessa maneira. Os solos brasileiros são, na grande maioria, muito pobres em fósforo, ou o mesmo não está disponível para as plantas. Em áreas que nunca receberam fósforo, é normal em análises teores de P de 1 a 3 mg dm−3 de solo. O uso das áreas em pastejo altera pouco a disponibilidade de fósforo já que a extração é muito baixa. Quando as pastagens são adubadas com esse nutriente, existem perdas consideráveis de fósforo por fixação às argilas e há redução do seu teor com o passar dos anos.

### Pastoreio rotacionado e pastoreio contínuo ou extensivo
Plantas com habito de crescimento prostrado, estolonífero e rizomatoso são mais adaptadas ao pastoreio contínuo e não respondem a intervalos de descanso (Mislevy et al., 1981). Já plantas com hábito de crescimento cespitoso/ereto são beneficiadas com o descanso e torna-se mais fácil realizar o manejo desse tipo de pastagem (Machado, 1999). Numa pastagem formada por plantas cespitosas e estoloníferas, o pastoreio rotacionado favorece a primeira. Já numa pastagem nativa do Rio Grande do Sul, com grama forquilha (Paspalum notatum) que ocorrem espécies grosseiras como a barba-de-bode, o capim-caninha e capim-limão, o pastoreio contínuo, por determinado tempo, pode ser vantajoso para o controle das espécies indesejáveis, já que essas são cespitosas/eretas (Machado, 1999).
Quanto aos ganhos obtidos com este sistema são muito claros. No pastoreio rotacionado, embora os animais iniciem o pastejo com grande disponibilidade de massa, a pastagem ficou vedada por certo período e, portanto, as folhas são mais velhas do que aquelas consumidas pelos animais em pastoreio contínuo e, portanto, tem qualidade um pouco inferior. É por isso que Lenzi (2003) obteve o que era esperado, maior ganho por animal no pastoreio contínuo e maior ganho por área no pastoreio rotacionado. Além da diferença quanto a idade da folha, no pastoreio contínuo há menor competição e é dada aos animais maior possibilidade de realização de pastejo seletivo, o que permite o consumo de dieta com melhor qualidade. No pastoreio contínuo os animais permanecem continuamente na mesma área, o que não quer dizer que as plantas são diariamente consumidas. Gonçalves (2002) obteve frequência média de desfolha de 13, 15, 15, 18 dias em pastagem de capim Marandu submetida ao pastoreio contínuo nas alturas médias de pastejo de 10, 20, 30, e 40 cm, respectivamente.

### Manejo de pastagem tropical
Quando o pastoreio rotacionado racional foi escrito, a pastagem precisava descansar e o pastejo era realizado com "eficiência", de tal modo que os animais deveriam consumir o máximo de forragem que conseguissem, deixando apenas os colmos (talos). O manejo de pastagem evoluiu muito nas últimas décadas e hoje sabemos da importância da área foliar residual para a rebrota das plantas. Com mais folhas as plantas conseguem realizar mais fotossíntese, o que resulta em menor tempo de rebrota. Dessa forma, o manejo passou a ser orientado pela interceptação da radiação solar pelas folhas. O momento de início do pastejo corresponde a aproximadamente 95% de interceptação da radiação. É o momento em que a planta dispõe da maior área foliar. A partir desse ponto folhas inferiores morrem por falta de radiação e os colmos se alongam na disputa por radiação solar entre perfilhos. O ponto de entrada pode ser traduzido por altura, no caso do capim Mombaça corresponde a 90 cm, aproximadamente (Carnevalli et al., 2006).
O momento de retirada dos animais do piquete evoluiu e, na última década, foi determinado o momento ideal. Nos primeiros momentos (ou dias) em que os animais entram num piquete há o consumo máximo de forragem, com o passar do tempo a disponibilidade de folhas diminui e taxa de ingestão é reduzida, proporcionalmente. Por isso, os animais devem ser trocados de piquete quando a taxa de ingestão começar a cair, que corresponde de 50 a 60 % da altura de entrada, ou seja os animais devem ser removidos quando consumirem, no máximo 40 a 50% do topo das plantas, que é onde se concentram a maioria das folhas (Carvalho, 2013).